# 小川莚喜
小川 莚喜（おがわ のぶき、1895年（明治28年）11月12日 - 1944年（昭和19年）2月24日）は、日本海軍の軍人。最終階級は海軍少将。

## 略歴
1895年（明治28年）、高知県高岡郡高石村用石で生まれた。1915年（大正4年）高知県立第一中学校（現：高知県立高知追手前高等学校）を卒業後、1918年（大正7年）11月、海軍兵学校（46期）を卒業。
海軍水雷学校高等科を経て、駆逐艦「灘風」、重巡洋艦「高雄」「五十鈴」「衣笠」、戦艦「霧島」などの水雷長兼務分隊長、駆逐艦「水無月」「夕霧」「白雪」「白雲」などの艦長、巡洋艦「天龍」「筑摩」の副長、第5駆逐隊司令などを歴任。
太平洋戦争開戦当時は、第12駆逐隊司令としてマレー上陸作戦、ジャワ島上陸作戦、ジャカルタ沖海戦などに参加。1942年（昭和17年）のミッドウェイ海戦には第8駆逐隊司令として参加。1943年（昭和18年）4月に軽巡洋艦「龍田」艦長、同年11月に海上護衛総司令部が創設されると第二海上護衛隊運航指揮官に任命された。1944年（昭和19年）2月24日、船団護衛中にトラック諸島周辺で戦死した。
勲二等旭日重光章。墓は高知県土佐市用石。

## 栄典
- 1919年（大正8年）9月10日 - 正八位[1]

## 参考資料
- 『高知県人名事典』高知市民図書館、1970年。